# 보비 대린

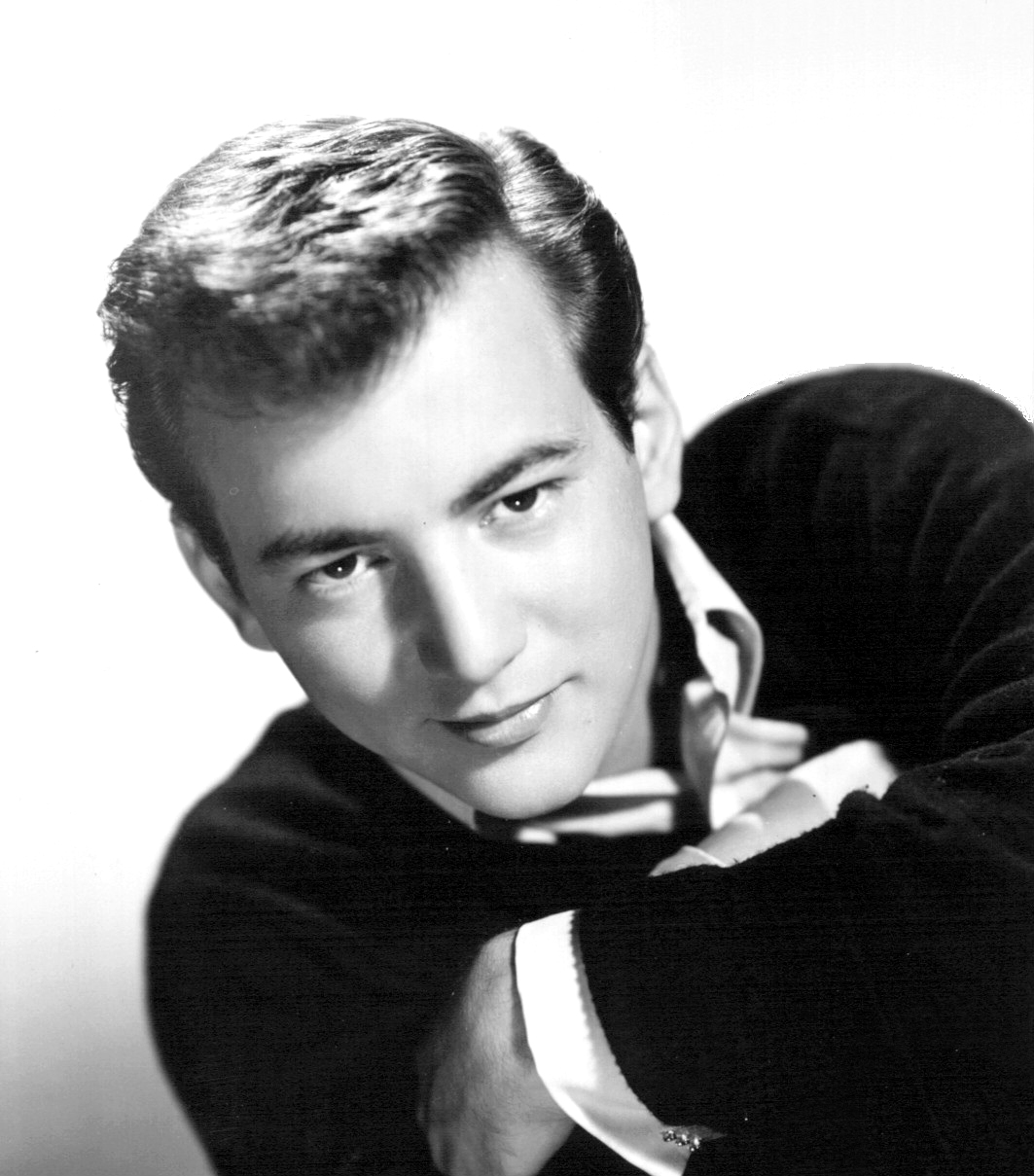
보비 대린

보비 대린(Bobby Darin, 1936년 ~ 1973년)은 미국의 가수이다. 뉴욕주 브롱크스에서 태어났다. 일찍이 부친을 잃고 가난에 시달렸으나, 대학 시절에 공부한 작곡을 인정받아 가수로 데뷔하였다. 《스프리시 스프라시》, 《드림 로버》, 《맥 더 나이프》 등이 큰 인기를 얻어 스타의 지위를 확보하였다. 또한 1960년 이후에는 영화에도 진출하여 《페페》, 《9월이 되면》, 《스테이트 페어》 등에서 활약하여 제2의 시나트라라는 평을 듣기도 하였다. 음반으로는 《보비 다린 스토리》, 《이것이 보비 다린》 등이 있다.

## 디스코그래피

### 스튜디오 음반
- Bobby Darin (1958)
- That's All (1959)
- This is Darin (1960)
- For Teenagers Only (1960)
- The 25th Day of December (1960)
- Two of a Kind (1961)
- Love Swings (1961)
- Twist with Bobby Darin (1961)
- Bobby Darin Sings Ray Charles (1962)
- Things and Other Things (1962)
- Oh! Look at Me Now (1962)
- You're the Reason I'm Living (1963)
- It's You or No One (1963)
- 18 Yellow Roses (1963)
- Earthy! (1963)
- Golden Folk Hits (1963)
- Winners (1964)
- From Hello Dolly to Goodbye Charlie (1964)
- Venice Blue (1965)
- Bobby Darin Sings The Shadow of Your Smile (1966)
- In a Broadway Bag (Mame) (1966)
- If I Were a Carpenter (1966)
- Inside Out (1967)
- Bobby Darin Sings Doctor Dolittle (1967)
- Bobby Darin Born Walden Robert Cassotto (1968)
- Commitment (1969)
- Bobby Darin (1972)

## 참여 작품
- 페페 (1960년 영화)
- 9월이 오면
- 어느 박람회장에서 생긴 일 (1962년 영화)
- 캡틴 뉴먼, M.D.